# Осютино (Вологодская область)
Осютино — деревня в Шекснинском районе Вологодской области.
Входит в состав сельского поселения Угольского, с точки зрения административно-территориального деления — в Угольский сельсовет.
Расстояние по автодороге до районного центра Шексны — 31 км, до центра муниципального образования Покровского — 5 км. Ближайшие населённые пункты — Сусловское, Васильевское, Самсоница.
По переписи 2002 года население — 19 человек.